# Tętnica korzeniowa wielka
Tętnica korzeniowa wielka, tętnica Adamkiewicza (łac. arteria radicularis magna, ang. artery of Adamkiewicz) – w anatomii człowieka największa tętnica korzeniowa przednia odcinka lędźwiowego rdzenia kręgowego. Ma szczególne znaczenie w chirurgii aorty piersiowej.
Tętnica korzeniowa wielka jest zazwyczaj nieparzysta, odchodzi na wysokości Th9-Th10 od tętnicy międzyżebrowej lub tętnicy lędźwiowej i ma średnicę około 1 mm. Wnika do kanału kręgowego na wysokości między Th10 a L2 przez otwory międzykręgowe. Gałąź przednia tętnicy dzieli się na część wstępującą zaopatrującą rdzeń aż do dolnego odcinka piersiowego i część zstępującą, biegnącą do nici końcowej; unaczynia najczęściej stożek rdzeniowy (od Th9 do L2).

## Zespół tętnicy Adamkiewicza
Zator tętnicy Adamkiewicza prowadzi do zaburzenia w krążeniu rdzeniowym i niedokrwienia rdzenia. Obserwuje się wówczas niedowład spastyczny kończyn dolnych i zaburzenia sznurowe czucia bólu i temperatury.

## Historia
Tętnicę opisał jako arteria radicularis anterior magna w 1881 roku Albert Adamkiewicz, profesor patologii Akademii Krakowskiej. W swojej pracy przedstawił wyniki badań nad zmiennością unaczynienia rdzenia kręgowego.